# Glenn Dods
Glenn Laurence Dods (Whanganui, 17 de novembro de 1948) é um ex-futebolista neozelandês, que atuava como defensor.

## Carreira
Glenn Dods fez parte do elenco da histórica Seleção Neozelandesa de Futebol da Copa do Mundo de 1982.